# Richtbank
Die vom Magdeburger Scharfrichter Friedrich Reindel (1824–1908) konstruierte Richtbank wurde erstmals bei einer Hinrichtung per Handbeil am 17. August 1883 in Holzminden eingesetzt.
Vorher hatte der Verurteilte hinter dem Richtblock knien müssen, seine Arme wurden am Block festgebunden, und über seinen Hinterkopf wurde ein breiter Riemen gespannt. Bei der Richtbank war das Anbinden unnötig. Zwei Scharfrichtergehilfen hielten den bäuchlings auf der Bank Liegenden fest, während der dritte Gehilfe den Kopf des Verurteilten in die Aussparung des Richtblocks drückte und ihm mit der anderen Hand die Augen verdeckte.

## Aufbau und Durchführung

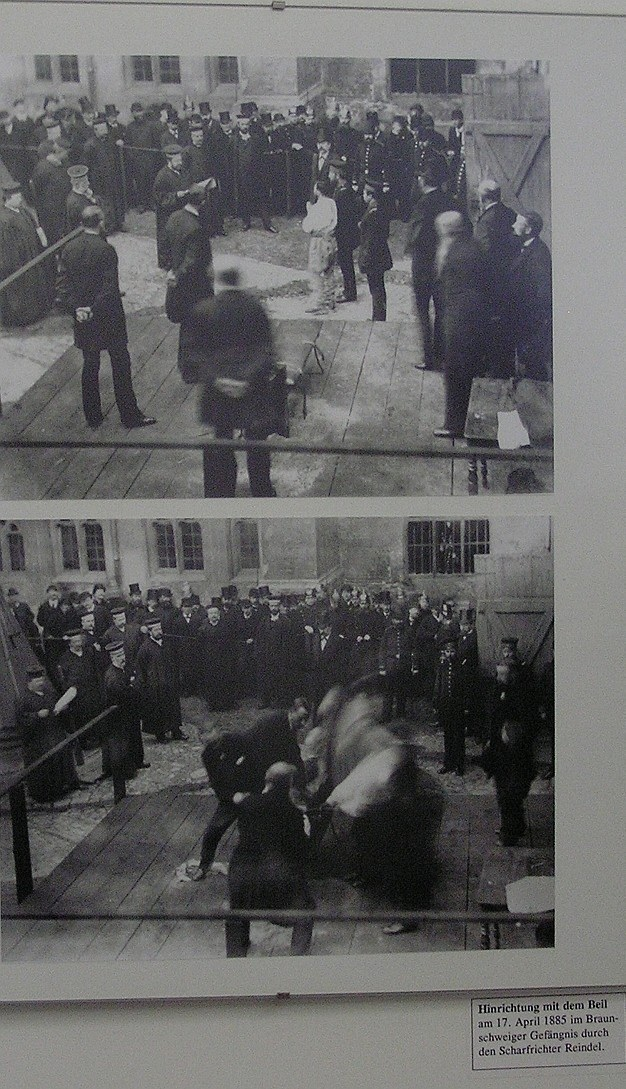
Friedrich Reindel vollzieht am 17. April 1885 in Braunschweig die Enthauptung des wegen Mordes verurteilten Arbeiters Anton Giepsz vermittels Richtbank und Hackbeil. Wenig später wurde die Mittäterin Antonie Kossmieder, die Geliebte des Giepsz, gerichtet.

Über die Beschaffenheit der Richtbank, die sich anscheinend nur langsam durchsetzte, ist wenig bekannt. Es wird eine niedrige stabile Bank gewesen sein, die hinter dem Richtblock aufgestellt wurde und auf der der Verurteilte lag. Zwischen Block und Bank befand sich ein kleiner Zwischenraum, unter dem der Blutkasten hing. Dieser fing dann das Blut auf, das dem enthaupteten Körper stoßweise entströmte. Fehlte jener Kasten, dann wurden Sägespäne um den Block aufgeschüttet, die das Blut aufsogen.
Beim Richtblock handelte es sich ursprünglich um einen etwa 70 cm hohen Holzklotz. Seine untere Hälfte war zylindrisch, die obere Hälfte rechteckig. Die hintere und vordere Kante – diese enthielt eine Aussparung für das Kinn des Delinquenten – maßen je etwa 37, die Seitenkanten je etwa 27 cm.
Richtblock und Richtbank waren unbeholfene Geräte und deswegen schwer zu transportieren. Darum entwickelte der später amtierende Scharfrichter Carl Gröpler einen ungewöhnlich schmalen Block und eine leichte, ebenfalls recht dünne Richtbank.